# Сергеј Калињин
Сергеј Павлович Калињин (рус. Сергей Павлович Калинин; 17. март 1991, Омск, Совјетски Савез) професионални је руски хокејаш на леду који игра на позицији нападача. 
Тренутно игра за екипу Авангарда из Омска која се такмичи у Континенталној хокејашкој лиги (КХЛ) (од сезоне 2009/10).
Са сениорском репрезентацијом Русије освојио је титулу светског првака на СП 2014. у Минску.

## Каријера
Калињин је са тренирањем хокеја започео 1998. године са 7 година, у школи хокеја хокејашког клуба Авангард из Омска. У сезони 2008/09. заиграо је за други тим Авангарда у трећем нивоу руског хокеја. Већ наредне сезоне дебитовао је у првом тиму Авангарда, одиграо је једну утакмицу и потом је пресељен у јуниорски тим Омски јастребови у којем је и окончао ту сезону. 
Стандардним играчем Омског КХЛ лигаша постаје у сезони 2011/12. током које је одиграо укупно 72 сусрета уз учинак од 11 галова и 10 асистенција (рачунајући и плеј-оф серију). Исте сезоне играо је у финалу КХЛ лиге. 
У фебруару 2013. потписао је нови двогодишњи уговор са Авангардом.

### Репрезентативна каријера
За репрезентацију Русије дебитовао је на светском првенству за играче до 20 година 2011. на којем је освојио златну медаљу. На том првенству Калињин је одиграо 7 утакмица и постигао 1 гол и 2 асистенције. 
За сениорску репрезентацију је дебитовао на турниру Еврохокеј тура у сезони 2013/14, а потом је био делом тима који је на СП 2014. и Минску освојио златну медаљу и титулу светског првака. Калињин је одиграо запажену улогу на том турниру пошто је на 9 утакмица постигао 2 гола и једну асистенцију.